# Igor Konstantinowitsch Romanow

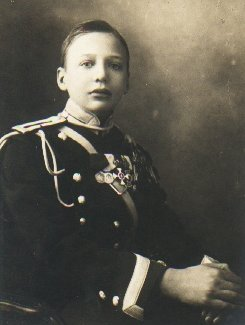
Prinz Igor Konstantinowitsch Romanow

Prinz Igor Konstantinowitsch Romanow (russisch Игорь Константинович Романов; * 29. Maijul. / 10. Juni 1894greg. in Pawlowsk; † 18. Juli 1918 in Alapajewsk) war ein Mitglied aus dem Hause Romanow-Holstein-Gottorp.

## Leben
Igor war der fünfte Sohn von Großfürst Konstantin Konstantinowitsch Romanow (1858–1915) und seiner Gattin Prinzessin Elisabeth von Sachsen-Altenburg (1865–1927), Tochter des Prinzen Moritz von Sachsen-Altenburg und der Prinzessin Augusta Luise von Sachsen-Meiningen.
Prinz Igor machte eine Ausbildung auf der Militärakademie in Sankt Petersburg. Er diente als Stabsrittmeister der russischen Armee im Husaren Leibgarde-Regiment während des Ersten Weltkriegs. 1915 erkrankte er an Tuberkulose, diese Krankheit machte es unmöglich, wieder an die Front zu kommen.
Im April 1918 wurde er von den Bolschewiken nach Kirow und später Jekaterinburg und Alapajewsk verbannt. Dort wurde er in einem Minenschacht in der Nähe von Alapajewsk, zusammen mit Elisabeth von Hessen-Darmstadt sowie seinen Brüdern Iwan Konstantinowitsch Romanow und Konstantin Konstantinowitsch Romanow von der Tscheka brutal ermordet (lebendig in einen zwanzig Meter tiefen Schacht gestoßen und Handgranaten nachgeworfen, einige von ihnen sollen noch gelebt haben und nach Stunden an ihren Verletzungen gestorben sein). Ihre Körper wurden aus der Mine geborgen und Monate später auf einem orthodoxen Friedhof in Peking, China, beigesetzt. Dieser wurde um 1945 zerstört.

## Erwähnenswertes
- Am 14. Juli 1886 modifizierte Zar Alexander III. die Hausgesetze der Romanows, indem er den Titel „Großfürst“ bzw. „Großfürstin“ auf die Kinder und Enkel in der männlichen Linie eines Zaren einschränkte. Entfernte Nachkommen würden künftig den Titel „Kaiserliche Prinzen“ bzw. „Prinzessin“ tragen. So war Iwan, ein Urenkel von Zar Nikolaus I., nur ein „Kaiserlicher Prinz“ von Geburt.